# Wieżyca (masyw Ślęży)
Wieżyca (415 m n.p.m., niem. Mittel-Berg) –  wyraźna kulminacja w krótkim, północnym ramieniu Ślęży.

## Geologia
Ta część Masywu Ślęży zbudowana jest z amfibolitów, charakteryzujących się ciemnozieloną barwą i dużym zróżnicowaniem wielkości kryształów. Bardzo wyraźne odsłonięcie tych skał można obserwować około 120 metrów od szczytu na południe, po lewej stronie drogi.

## Historia
Obecna nazwa pochodzi od masywnej kamiennej wieży widokowej o wysokości 15 m, zbudowanej na szczycie w latach 1905–1907.  Również pod szczytem Wieżycy na północ i wschód od niego zachowały się słabo rozpoznawalne fragmenty prehistorycznych wałów kultowych. Na samym szczycie stoi wieża Bismarcka zbudowana z drobnoziarnistego granitu, służąca obecnie jako wieża widokowa.
Po wojnie Wieżyca zwana była Górą Kościuszki.

## Fauna i flora
Północny stok porasta bukowo-lipowy las, w którym rosną m.in. wawrzynek wilczełyko, kopytnik pospolity, szczyr trwały. Stok południowy natomiast porastają stare skarlałe dęby, tzw. świetlista dąbrowa. W jej runie znajdziemy konwalię majową, bodziszka żałobnego i kokoryczkę wonną.

## Szlaki turystyczne
Świdnica - Przełęcz Tąpadła - Ślęża - Wieżyca - Sobótka